# Marc Rubio Vives
Marc Rubio Vives (El Masnou, 22 de febrer de 1988) és un jugador de bàsquet català que juga en la posició de base. És el germà del també jugador de bàsquet Ricky Rubio.

## Carrera esportiva
Va debutar a l'ACB en edat júnior, en la temporada 2004-2005, concretament un 13 de juny de 2005 amb la samarreta del Joventut de Badalona. Va jugar un total de 5 partits amb 4 minuts de mitjana i 0,4 punts per partit. Després va desembarcar el 2006 a la LEB Plata per jugar amb el C.B. Prat procedent de l'equip júnior de la Penya. Allí va romandre tres temporades sent entrenat per un Josep Maria Raventós amb el que es retrobà al Bàsquet Lleida. Després va jugar a les ordres de Javier Juárez en la Fundació Adepal Alcázar, vivint la seva primera experiència fora de Catalunya i aconseguint l'ascens a l'Adecco Or, i després al Lleida, també a LEB Or. L'any 2012 se'n va anar a Minnesota per estar al costat del seu germà i va deixar el bàsquet. La temporada 2017-18 va reaparèixer a les pistes jugant a Lliga EBA amb el AE Boet Mataró.